# Epimelitta consobrina
Epimelitta consobrina är en skalbaggsart som beskrevs av Julius Melzer 1931. Epimelitta consobrina ingår i släktet Epimelitta och familjen långhorningar.
Artens utbredningsområde är Costa Rica. Inga underarter finns listade i Catalogue of Life.